# Gerardo VI di Jülich
Gerardo di Hengenbach (prima del 1250 – 29 luglio 1328) fu conte di Jülich, dal 1297 alla sua morte.

## Origine
Gerardo, secondo la Allgemeine Deutsche Biographie era il figlio maschio quartogenito del conte di Jülich, Guglielmo IV e della moglie, Riccarda di Gheldria, figlia del conte di Gheldria e conte di Zutphen, Gerardo III, e di Margherita di Brabante, come ci viene confermato dalla Genealogia Ducum Brabantiæ Heredum Franciæ, figlia del duca della Bassa Lorena (Lotaringia), duca di Lovanio e duca di Brabante, Enrico I e della moglie, Matilde di Lorena.
Guglielmo IV di Jülich, come confermato dal documento n° 132 del Urkundenbuch für die Geschichte des Niederrheins, Volume 2, era figlio del conte di Jülich, Guglielmo III e della moglie, Matilde di Limburgo, come da documento n° 139 del Urkundenbuch für die Geschichte des Niederrheins, Volume 2,, figlia del conte consorte di Lussemburgo, duca di Limburgo e conte di Arlon Valerano III di Limburgo, che, come ci viene confermato dal documento n° CLII della Histoire du Limbourg, vol VI: Codex diplomaticus Valkenburgensis. aveva sposato, in prime nozze, Cunegonda di Lorena.

## Biografia
Dopo la morte dell'arcivescovo di Colonia, Engelberto di Falkenburg, il nuovo arcivescovo di Colonia, Sigfrido di Westerburg, che gli era subentrato, nel 1275, si scontrò con diversi notabili, tra cui suo padre, Guglielmo IV che avevano l'appoggio del re dei Romani, Rodolfo I d'Asburgo, per esercitare l'autorità sulla città di Aquisgrana.
L'otto aprile 1277, Guglielmo ed il figlio primogenito, anche lui di nome Guglielmo (Wilhelmus Juliacensis, Wilhelmus primogenitus eius) furono tra coloro che dichiararono guerra all'arcivescovo di Colonia, Siegfried von Westerburg, come da documento n° CXXXIII del Akademische Beiträge zur Gülch- und Bergischen Geschichte, Volume III.
Aquisgrana, alleata dell'arcivescovo Sigfrido, aveva riconosciuto formalmente come il più alto ufficiale giudiziario, il duca di Lorena e del Brabante, Giovanni I. Guglielmo IV, allora, nella notte del 17 marzo 1278, con il suo primogenito, due figli illegittimi e circa 400 cavalieri, entrò in Aquisgrana; ma i cittadini si ribellarono e attaccarono i suoi uomini da tutte le parti, e al buio, nelle stradine, furono gradualmente isolati e uccisi; Guglielmo IV perì miseramente con i figli, ucciso presumibilmente da un fabbro o da un macellaio. Suo fratello, Valeramo, figlio maschio secondogenito, succedette a Guglielmo IV.
 Dopo la morte del padre, Guglielmo IV, nel 1279, Gerardo assieme alla madre, Riccarda e ai fratelli, Valeramo e Ottone (Richarda comitissa Juliacensis, Walleranus Aquensis, Otto Traiectensis ecclesiarum prepositi et Gerardus fratres, filii eiusdem comitisse), fecero atto di sottomissione all'arcivescovo di Colonia, Sigfrido di Westerburg.
Nel 1287, Gerardo, secondo il documento n° CLIII del Akademische Beiträge zur Gülch- und Bergischen Geschichte, Volume III, effettuò una compravendita con il benestare della madre, Riccarda e del fratello, il conte Valeramo.
Nel 1292, Gerardo, divenne signore di Kaster, come da documento delle Preuves de Trophées tant sacrés que profanes du duché de Brabant.
Nel 1296, suo fratello, Valeramo (W. comite Juliacensi, genero nostro), secondo il documento n° 965 del Urkundenbuch für die Geschichte des Niederrheins, Volume 2, fece da intermediario ad un'alleanza tra l'arcivescovo di Colonia, Sigfrido ed il proprio suocero, Goffredo d'Aerschot (Godefridus de Brabantia dominus de Arscot et de Virson), futuro suocero di Gerardo.
Anche il rapporto col re di Germania, Adolfo di Nassau, era migliorato, infatti, nel giugno 1297, col documento n° 973 del Urkundenbuch für die Geschichte des Niederrheins, Volume 2, Adolfo (Adolphus dei gratia Romanorum rex), garantì i diritti del suo parente Valeramo (Walramo comite Juliacensi, consanguineo et fideli suo dilecto).
Nel 1297, suo fratello, Valeramo si schierò col conte di Fiandra, Guido di Dampierre contro il re di Francia, Filippo IV il Bello, e perse la vita, il 20 agosto, durante la battaglia di Furnes.
Gerardo succedette a Valeramo, come Gerardo VI.
Già in quell'anno, Gerardo, in assenza del fratello firmava i documenti col titolo di conte di Jülich (Gerardus comes Juliacensis).
Secondo il documento n° 67 del Gedenkwaardigheden uit de geschiedenis van Gelderland, datato 13 dicembre 1299, Gerardo (Gerardus comes Iuliacensis) stipulò un'alleanza con Reginaldo I di Gheldria (Reynaldum comitem Gelriæ), Filippo IV il Bello (Francorum rege), Giovanni I di Brabante (duce Brabantiæ) ed il suocero, Goffredo d'Aerschot (Godefridum de Brabantia dominum de Verzun et Arschot socerum nostrum).
Nel 1304, secondo il documento n° 32 del Urkundenbuch für die Geschichte des Niederrheins, Volume 3, Gerardo (Gerardus comes Juliacensis), assieme alla moglie, Elisabetta (coniux seu consors nostra Elysabeth) fece una donazione in suffragio delle anime della madre Riccarda e del fratello Valeramo (felicis recordationis domina Rikardis mater nostra, dominus Walramus frater noster quondam comes Juliacensis).
Secondo il documento n° 15 del Codex Diplomaticus Neerlandicus, Second Series, [eerste deel], Part 1 (non consultato), nel 1307, fu tra coloro che favorino un'alleanza tra Reginaldo I di Gheldria ed il nuovo conte di Hainaut e conte d'Olanda e di Zelanda, Guglielmo.
Gerardo, durante il suo governo, si schierò sempre coi re di Germania, Alberto I d'Asburgo, poi Arrigo VII ed infine Ludovico il Bavaro, contro gli arcivescovi di Colonia Wigboldo di Holte e poi Enrico di Virneburg, che erano in combutta con i Margravi del Brandeburgo.
Gerardo aveva espanso il suo territorio sino a farne uno dei più potenti tra i fiumi Eifel, Mosa e Reno che successivamente sotto suo figlio Guglielmo divenne il primo margraviato del Basso Reno.
Nel 1320, secondo il documento n° 30 del Notice historique sur l'ancienne abbaye d'Averboden, Gerardo VI, e la moglie Elisabetta (Gerardus comes et Elisabeth comitissa) garantirono alla cognata, Maria (domina Maria domina de Arschot et de Virsione comitissa Juliancensis nostræ prædicta Elisabeth soror) la località di Averboden.
L'ultimo documento di Gerardo è datato 10 marzo 1328.
Si presume sia morto in quello stesso anno e gli succedette il figlio primogenito, Guglielmo, come Guglielmo V, che fu Conte, poi marchese ed infine primo duca di Jülich, come da documento n° 570 del Urkundenbuch für die Geschichte des Niederrheins, Volume 3.

## Matrimonio e discendenza
Gerardo, nel 1299, aveva sposato Elisabetta del Brabante, figlia del signore di Vierzon e d'Aarschot, Goffredo del Brabante e della moglie, Giovanna, signora di Vierzon e di Maizières, come conferma la Histoire généalogique des ducs de Bourgogne de la maison de France; il matrimonio viene indirettamente confermato dal documento n° 67 del Gedenkwaardigheden uit de geschiedenis van Gelderland, datato 13 dicembre 1299, nel quale Goffredo del Brabante viene citato come suocero di Gerardo (Godefridum de Brabantia dominum de Verzun et Arschot socerum nostrum); nel 1304, secondo il documento n° 32 del Urkundenbuch für die Geschichte des Niederrheins, Volume 3, Gerardo (Gerardus comes Juliacensis)ed Elisabetta (coniux seu consors nostra Elysabeth) fecero una donazione in suffragio delle anime della madre di Gerardo, Riccarda e del fratello, Valeramo (felicis recordationis domina Rikardis mater nostra, dominus Walramus frater noster quondam comes Juliacensis); nel 1320, secondo il documento n° 30 del Notice historique sur l'ancienne abbaye d'Averboden, Gerardo ed Elisabetta (Gerardus comes et Elisabeth comitissa) garantirono alla cognata, Maria (domina Maria domina de Arschot et de Virsione comitissa Juliancensis nostræ prædicta Elisabeth soror) la località di Averboden. Nel 1331, secondo il documento n° 253 del Urkundenbuch für die Geschichte des Niederrheins, Volume 3, il re di Francia, Filippo VI di Valois, stabilì che Elisabetta (Isabel contesse de Juliers, suer aisnee et hoir seule) sarebbe stata l'erede della sorella, Maria (Marie iadis sa suer dame de Virzon, de Luri) la baronia di Vierzon ed il castello di Luri (la baronie et chastelerie de Virzon, de Luri).
Gerardo dalla moglie, Elisabetta, ebbe nove figli:
- Guglielmo (circa 1300 - 1361), Conte, poi marchese ed infine primo duca di Jülich, come da documento n° 570 del Urkundenbuch für die Geschichte des Niederrheins, Volume 3[20]
- Luigi († dopo il 1311), citato nel documento n° 1 del Quellen zur Geschichte der Stadt Köln, Volume 4[24]
- Goffredo († 1335), sposato conElisabetta di Clèves, come da dispensa di papa Giovanni XXII[25]
- Waleramo (1303/04 - 1349), arcivescovo di Colonia (1332–1349), come ci viene confermato dalla Chronica Comitum de Marka[26]
- Enrico, prevosto di Saint-Andreas, Colonia (1319–1334), citato nella dispensa di papa Giovanni XXII[27];
- Giovanni († dopo il 1327), canonico a Liegi;
- Maria († 1353), sposata con Enrico II di Virneberg[28], il conte di Kleve, Teodorico VII[29] e Corrado II di Saffenberg[30];
- Elisabetta, sposata con Giovanni II, conte di Sayn e Goffredo di Hatzfeld, come da dispensa di papa Giovanni XXII[31]
- Riccarda (1314 - 1360), nel 1330, sposata con Ottone IV di Baviera, duca della Bassa Baviera.

## Ascendenza
|                                |                      |                          | Genitori                     |  |  | Nonni |  |  | Bisnonni                           |  |  | Trisnonni |  |
|                                |                      |                          |                              |  |  |       |  |  | Everardo II, signore di Hengenbach |  |  | …         |  |
|                                |                      |                          |                              |  |  |       |  |  | Everardo II, signore di Hengenbach |  |  | …         |  |
|                                |                      | …                        |                              |  |  |       |  |  | Everardo II, signore di Hengenbach |  |  |           |  |
| Guglielmo III, conte di Jülich |                      |                          |                              |  |  |       |  |  | Everardo II, signore di Hengenbach |  |  |           |  |
|                                |                      | Giuditta di Jülich       | Guglielmo I, conte di Jülich |  |  |       |  |  |                                    |  |  |           |  |
|                                |                      | Giuditta di Jülich       | Guglielmo I, conte di Jülich |  |  |       |  |  |                                    |  |  |           |  |
|                                |                      | Giuditta di Jülich       | …                            |  |  |       |  |  |                                    |  |  |           |  |
| Guglielmo IV, conte di Jülich  |                      | Giuditta di Jülich       |                              |  |  |       |  |  |                                    |  |  |           |  |
|                                |                      | Valerano III di Limburgo | Enrico III di Limburgo       |  |  |       |  |  |                                    |  |  |           |  |
|                                |                      | Valerano III di Limburgo | Enrico III di Limburgo       |  |  |       |  |  |                                    |  |  |           |  |
|                                |                      | Valerano III di Limburgo | Sofia di Saarbrücken         |  |  |       |  |  |                                    |  |  |           |  |
| Matilde di Limburgo            |                      | Valerano III di Limburgo |                              |  |  |       |  |  |                                    |  |  |           |  |
|                                |                      | Cunegonda di Lorena      | Federico I di Lorena         |  |  |       |  |  |                                    |  |  |           |  |
|                                |                      | Cunegonda di Lorena      | Federico I di Lorena         |  |  |       |  |  |                                    |  |  |           |  |
|                                |                      | Cunegonda di Lorena      | Ludmilla di Polonia          |  |  |       |  |  |                                    |  |  |           |  |
| Gerardo VI di Jülich           |                      | Cunegonda di Lorena      |                              |  |  |       |  |  |                                    |  |  |           |  |
|                                | Ottone I di Gheldria | Enrico I di Gheldria     |                              |  |  |       |  |  |                                    |  |  |           |  |
|                                | Ottone I di Gheldria | Enrico I di Gheldria     |                              |  |  |       |  |  |                                    |  |  |           |  |
|                                | Ottone I di Gheldria | Agnese di Arnstein       |                              |  |  |       |  |  |                                    |  |  |           |  |
| Gerardo III di Gheldria        | Ottone I di Gheldria |                          |                              |  |  |       |  |  |                                    |  |  |           |  |
|                                |                      | Riccarda di Baviera      | Ottone I di Baviera          |  |  |       |  |  |                                    |  |  |           |  |
|                                |                      | Riccarda di Baviera      | Ottone I di Baviera          |  |  |       |  |  |                                    |  |  |           |  |
|                                |                      | Riccarda di Baviera      | Agnese di Looz               |  |  |       |  |  |                                    |  |  |           |  |
| Riccarda di Gheldria           |                      | Riccarda di Baviera      |                              |  |  |       |  |  |                                    |  |  |           |  |
|                                |                      | Enrico I di Brabante     | Goffredo III di Lovanio      |  |  |       |  |  |                                    |  |  |           |  |
|                                |                      | Enrico I di Brabante     | Goffredo III di Lovanio      |  |  |       |  |  |                                    |  |  |           |  |
|                                |                      | Enrico I di Brabante     | Margherita di Limburgo       |  |  |       |  |  |                                    |  |  |           |  |
| Margherita di Brabante         |                      | Enrico I di Brabante     |                              |  |  |       |  |  |                                    |  |  |           |  |
|                                |                      | Matilde di Lorena        | Matteo di Lorena             |  |  |       |  |  |                                    |  |  |           |  |
|                                |                      | Matilde di Lorena        | Matteo di Lorena             |  |  |       |  |  |                                    |  |  |           |  |
|                                |                      | Matilde di Lorena        | Maria di Boulogne            |  |  |       |  |  |                                    |  |  |           |  |
|                                |                      | Matilde di Lorena        |                              |  |  |       |  |  |                                    |  |  |           |  |

### Fonti primarie
- (LA)  Urkundenbuch für die Geschichte des Niederrheins, Volume 2.
- (LA)  Akademische Beiträge zur Gülch- und Bergischen Geschichte, Band III.
- (LA)  Monumenta Germaniae Historica, Scriptores, tomus IX.
- (LA)  Trophées tant sacrés que profanes du duché de Brabant.
- (LA)  Monumenta Germaniae Historica, Scriptores Rerum germanicarum, tomus VI.
- (LA)  Monumenta Germaniae Historica, Scriptores, tomus XXV.
- (LA)  Notice historique sur l'ancienne abbaye d'Averboden.
- (LA)  Histoire du Limbourg, vol VI: Codex diplomaticus Valkenburgensis.
- (LA)  Gedenkwaardigheden uit de geschiedenis van Gelderland.
- (LA)  (FR)  Urkundenbuch für die Geschichte des Niederrheins, Volume 3.
- (LA)  Rheinlande Vatikanischen, Band II.
- (LA)  #ES Urkunden und Regesten zur Geschichte der Rheinlande aus dem Vatikanischen Archiv, Volume 3.

### Letteratura storiografica
- Henry Pirenne, "I Paesi Bassi", cap. XII, vol. VII (L'autunno del Medioevo e la nascita del mondo moderno) della Storia del Mondo Medievale, 1999, pp. 411–444.
- (DE)  Gerhard (VI.), Graf von Jülich, da Allgemeine Deutsche Biographie
- (DE)  Guglielmo IV di Jülich, da Allgemeine Deutsche Biographie
- (DE)  Guglielmo II di Jülich, da Allgemeine Deutsche Biographie
- (FR)  Histoire généalogique des ducs de Bourgogne de la maison de France.